# Elisabeth Reichart
Elisabeth Reichart, née à Steyregg (Haute-Autriche) le 19 novembre 1953, est une écrivaine autrichienne.

## Œuvre
- Heute ist morgen, Salzburg, 1983
- Februarschatten, Salzburg : Otto Müller Verlag, 1984  (ISBN 3-7013-0899-3)
- Komm über den See, Frankfurt am Main, 1988  (ISBN 3-351-01016-8)
- La Valse, Salzburg : Otto Müller Verlag, 1992  (ISBN 3-7013-0827-6)
- Fotze, Salzburg : Otto Müller Verlag, 1993  (ISBN 3-7013-0868-3)
- Sakkorausch, Salzburg : Otto Müller Verlag, 1994  (ISBN 3-7013-0881-0)
- Nachtmär, Salzburg : Otto Müller Verlag, 1995  (ISBN 3-7013-0913-2)
- Das vergessene Lächeln der Amaterasu, Salzburg : Otto Müller Verlag, 1998  (ISBN 978-3-3510-2851-0)
- Danubio im Traumwasser, Schloß Hamborn, 2000  (ISBN 3-931156-60-5) (avec Kiki Ketcham-Neumann)
- Lauras Plan, Sankt Pölten [et al.], 2004 (livre pour enfants)  (ISBN 3-85326-281-3)
- Das Haus der sterbenden Männer, Salzburg : Otto Müller Verlag, 2005  (ISBN 3-7013-1104-8)
- Die unsichtbare Fotografin, Salzburg : Otto Müller Verlag, 2008  (ISBN 978-3-7013-1151-4)
- Die Voest-Kinder, Salzburg : Otto Müller Verlag, 2011  (ISBN 978-3-7013-1187-3)

## Récompenses et distinctions
- 1997 : Prix Ingeborg Bachmann
- 2000 : Prix Anton Wildgans
- 2015 : Prix de la Ville de Vienne de littérature